# George Digby Barker
Sir George Digby Barker, GCB (* 9. Oktober 1833; † 15. April 1914) war ein britischer Offizier der British Army, der zuletzt als Generalleutnant zwischen 1890 und 1895 Kommandeur der britischen Truppen in China und Hongkong war und als von Mai bis Dezember 1891 Administrator von Hongkong fungierte. Im Anschluss bekleidete er von 1896 bis 1902 das Amt als Gouverneur von Bermuda. 1900 wurde er zum General befördert.

## Leben
Am 21. Januar 1853 trat er als Ensign in das Infanterieregiment 78th (Highlanders) Regiment of Foot ein und nahm am britisch-persischen Krieg (1. November 1856 bis 4. April 1857) sowie an der Niederschlagung des indischen Aufstandes von 1857 teil. Am 5. November 1858 wurde er als Oberleutnant (Lieutenant) Regimentsadjutant des 78th (Highlanders) Regiment of Foot. Am 10. Mai 1861 wurde er im Linieninfanterieregiment 19th Regiment of Foot zum Hauptmann (Captain) befördert. Er war vom 17. September 1861 bis zum 26. November 1861 im Brevet-Rang eines Major des 19th Regiment of Foot. Am 23. April 1872 wurde ihm Linieninfanterieregiment 64th (2nd Staffordshire) Regiment of Foot der Brevet-Rang eines Oberstleutnants verliehen. Am 21. Januar 1874 erfolgte seine Beförderung zum Major. Danach war er seit dem 6. Dezember 1876 im 64th (2nd Staffordshire) Regiment of Foot überplanmäßiger Major und stellvertretender Direktor für militärische Ausbildung eingesetzt.
Am 1. Oktober 1877 wurde George Digby Barker nach Ablauf der notwendigen Dienstzeit im 64th (2nd Staffordshire) Regiment of Foot der Brevet-Rang eines Obersts (Colonel) verliehen. Am 21. Januar 1881 erfolgte seine Beförderung zum Oberstleutnant (Lieutenant-Colonel). Am 1. Oktober 1884 übernahm er den Posten als Vizeadjutant (Assistant Adjutant) und Generalquartiermeister (Quartermaster-General) im Heeresstab.
Am 23. Mai 1889 wurde Generalmajor Barker zum Commander des Order of the Bath (CB) ernannt. Im April 1890 wurde Barker Nachfolger von Generalmajor James Bevan Edwards als Kommandeur der britischen Truppen in China und Hongkong (Commander British Troops in China and Hong Kong) und bekleidete diesen Posten bis zu seiner Ablösung durch Generalmajor Wilsone Black im Februar 1895. Nach dem Ende der Amtszeit von Gouverneur George William Des Voeux fungierte er von Mai 1891 bis zum Amtsantritt von Gouverneur William Robinson Dezember 1891 auch Administrator von Hongkong.
Im Juni 1896 wurde Generalleutnant Barker Gouverneur von Bermuda und damit Nachfolger von Generalleutnant Thomas Lyons. Er bekleidete dieses Amt bis Januar 1902, woraufhin Generalleutnant Henry LeGuay Geary seine Nachfolge übernahm. Zugleich war er Oberkommandierender der Truppen auf den Bermudas. Am 23. Mai 1900 wurde er zum Knight Commander des Order of the Bath geschlagen und führte fortan den Namenszusatz „Sir“.
Als Nachfolger des verstorbenen General Francis Peyton wurde er am 7. Februar 1905 auch Regimentsoberst des Linieninfanterieregiments Prince of Wales’s (North Staffordshire Regiment) und verblieb in dieser Funktion bis zu seiner Ablösung durch Generalmajor Thomas Francis Lloyd 1911. Er war als Nachfolger von Generalleutnant Mostyn de la Poer Beresford von 1911 bis zu seinem Tode auch Regiments-Oberst des Linieninfanterieregiments Seaforth Highlanders, (Ross-shire Buffs, The Duke of Albany’s). Am 14. Juni 1912 er zum Knight Grand Cross des Order of the Bath erhoben. Sein dortiger Nachfolger wurde Generalmajor Robert Hunter Murray.